# ريج بولارد (عسكري)
ريج بولارد (بالإنجليزية: Reg Pollard)‏ هو عسكري أسترالي، ولد في 20 يناير 1903 في باثرست في أستراليا، وتوفي في 9 مارس 1978 في Wyrallah, New South Wales ‏ في أستراليا.